# Teatr Narodowy

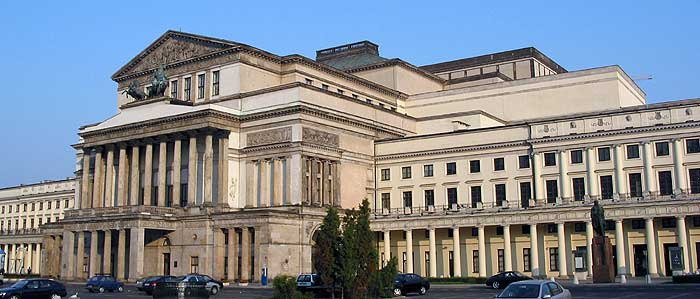
Teatr Narodowy

Teatr Narodowy (het Nationale Theater) in Warschau, Polen, werd neergezet door de laatste monarch van Polen, Stanislaus II August Poniatowski, gedurende de periode van de Poolse Verlichting, in 1765. Vanaf 1774 werden in het Radziwiłł-paleis (tegenwoordig de officiële woning van de Poolse president) opera-, theater- en balletvoorstellingen gehouden. Het theater werd na de opstand van november 1830 gesloten en pas weer geopend tijdens de Tweede Poolse Republiek, in 1924.
De kwaliteit van de producties die in het theater werden uitgevoerd hebben nogal eens geleden onder de bemoeienis van de Poolse overheid, onder meer tijdens de periode van 1945 tot 1989.